# هندستاني (مسلسل)
هندستاني (بالإنجليزية: Hindistani)‏ هو مسلسل كوميدي سعودي، بث على شبكة أوربت شوتايم ، خلال شهر رمضان عام 2010، يروي المسلسل قصة شاب سعودي يعمل تاجر أقمشة، يقع في حب فتاة هندية جميلة تُدعى هند، ويسعى لجذب انتباهها. والمسلسل مستوحى من بوليوود وصُوّر جزء كبير منه في الهند.

## الشخصيات
- سويدان (بشير غنيم)
- أسد (أسعد الزهراني)
- هند (ملايين)
- والد سويدان
- عبيد شقيق سويدان
- فواز، ابن عم سويدان
- سميرة
- غانم، التاجر
- بدر

## الجوائز
- جائزة أفضل استوديو رقمي لعام 2012
- جائزة أفضل تصميم للاستديو الرقمي لعام 2012[3]